# オリバー・ケイ
オリバー・ケイ（Oliver Kay,1975年5月26日-）はイングランド出身のサッカージャーナリスト。
2000年8月から『タイムズ』のサッカー部門を担当している。

日本のサッカー雑誌ワールドサッカーダイジェスト巻末の「The JOURNALISTIC」というコーナーで、イングランドのモノクロページコラムを担当している。

また、JSPORTSのプレミアリーグ情報番組E.N.G. ～English News Gathering～でも現地レポートとして出演することもある。

マンチェスター在住。実弟はコップス（熱烈なリヴァプールのファン）である。